# Kannawurf
Kannawurf is een gemeente in de Duitse deelstaat Thüringen, en maakt deel uit van de Landkreis Sömmerda.
Kannawurf telt  inwoners.

## Geschiedenis
De gemeente maakte deel uit van de Verwaltungsgemeinschaft Kindelbrück tot op 1 januari 2019 Kannawurf opging in de gemeente Kindelbrück.

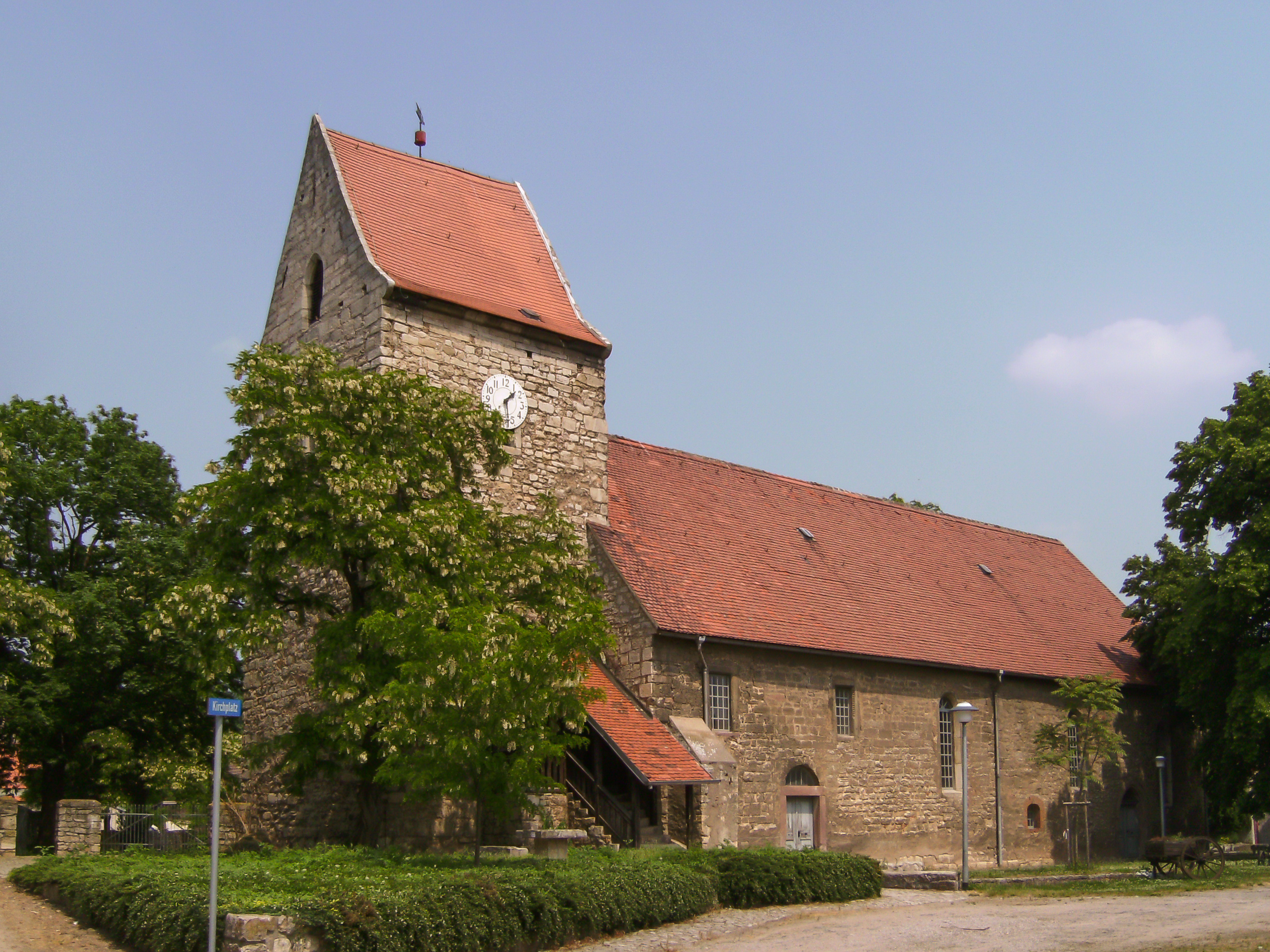
Kannawurf, kerk